# Palachia tanzanica
Palachia tanzanica är en stekelart som beskrevs av Boucek 1998. Palachia tanzanica ingår i släktet Palachia och familjen gallglanssteklar.
Artens utbredningsområde är Tanzania. Inga underarter finns listade i Catalogue of Life.